# Fritz Tegtmeier
Fritz Tegtmeier (Stemwede, 30 luglio 1917 – Greven, 8 aprile 1999) è stato un aviatore tedesco, asso della Luftwaffe, durante la seconda guerra mondiale gli vennero accreditate 146 vittorie aeree.

## Biografia
Nell'ottobre del 1940 Tegtmeier fu assegnato al 2. Staffel (2º squadrone) del Jagdgeschwader 54. Il 17 novembre 1940 rimase gravemente ferito quando il suo Messerschmitt Bf 109 E-1 (Werknummer 6043 - numero di fabbrica) subì un guasto al motore, provocando un atterraggio di emergenza all'aeroporto di Jever. Tornò al suo squadrone nella primavera del 1941 e ottenne la sua prima vittoria aerea il 22 giugno 1941, il primo giorno dell'operazione Barbarossa sul fronte orientale.
L'8 settembre il I. Gruppe si trasferì nell'aerodromo di Siverskij, situato a sud-ovest di Leningrado. Lì, l'11 settembre, rimase gravemente ferito in una collisione mentre era ai comandi del suo Bf 109 F-2, provocando un secondo atterraggio di emergenza a Siverskij. Tornò in servizio attivo nell'aprile 1942 e fu assegnato al 1. Staffel del JG 54. Alla fine del 1942 aveva ottenuto in totale 24 vittorie aeree.
Il 14 gennaio 1943 Tegtmeier divenne per la prima volta un "asso del giorno". Quel giorno, i piloti del I. Gruppe ottennero 30 vittorie aeree (Luftsiege). Il 23 gennaio ottenne le vittorie aeree numero trentasei e trentasette. Il 3 maggio 1943 rivendicò il suo cinquantunesimo, cinquantaduesimo e cinquantatreesimo abbattimento e fu assegnato all'Ergänzungs-Jagdgruppe Ost come istruttore di piloti da caccia. Tornò in prima linea, questa volta con il 3. Staffel del JG 54, nel settembre del 1943. Nel novembre del 1943 ottenne la sua 75ª vittoria aerea. 
Il 28 marzo 1944, in seguito al suo novantanovesimo abbattimento confermato, venne insignito della Croce di Cavaliere della Croce di Ferro (Ritterkreuz des Eisernen Kreuzes). Tegtmeier fu promosso tenente il 20 aprile 1944 e il 3 maggio ottenne la sua 100ª e e 101ª vittoria aerea. Fu il 71º pilota della Luftwaffe a raggiungere il traguardo del secolo. Il 1º settembre 1944 fu nominato Staffelkapitän (capo squadriglia) del 3. Staffel del JG 54. Succedette al tenente Otto Kittel che fu trasferito. Alla fine del 1944 il suo punteggio di vittorie aeree ammontava a 139 vittorie. 
Nel marzo del 1945 venne trasferito al Jagdgeschwader 7 per l'addestramento al volo sul nuovo caccia a reazione Messerschmitt Me 262. Al momento del trasferimento, il suo punteggio ammontava a 146 vittorie aeree. 
Fritz Tegtmeier venne nominato per diventare cavaliere della croce di ferro con foglie di quercia (Ritterkreuz des Eisernen Kreuzes mit Eichenlaub), ma non ricevette mai questa onorificenza.

## Vittorie aeree reclamate
Secondo lo storico statunitense David T. Zabecki, a Tegtmeier furono attribuite 146 vittorie aeree. Mathews e Foreman, autori di Luftwaffe Aces — Biographies and Victory Claims, effettuarono ricerche negli archivi federali tedeschi dove trovarono documenti per 146 rivendicazioni di vittorie aeree, tutte rivendicate sul fronte orientale.